# البنت الشلبية

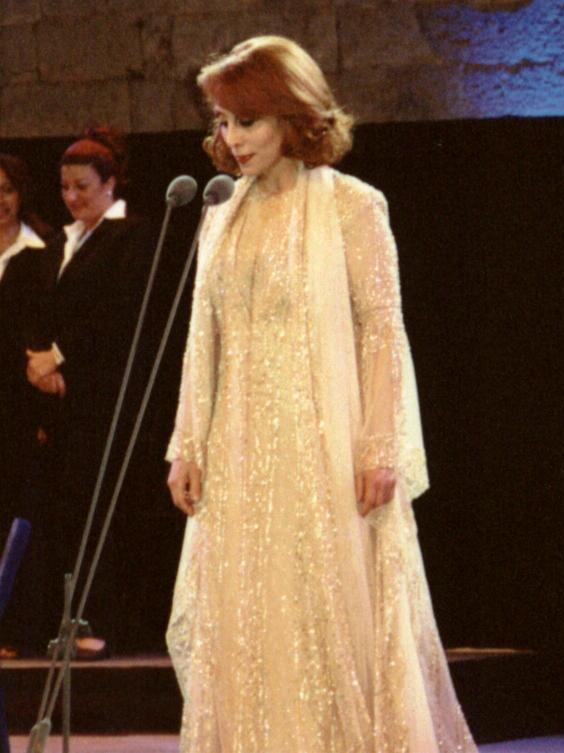

البنت الشلبية هي أغنية عربية، باللهجة اللبنانية، من غناء المطربة اللبنانية فيروز.

## مقام الأغنية
مقام الأغنية هو نهاوند على درجه الري. وهو مقام لا يحتوي على درجة الربع تون الشرقية. لهذا السبب يسهل استخدامه في جميع أنواع الآلات وفي مختلف الأغاني العالمية.

## لحن الأغنية الاصلي
يوجد جدل حول أصل اللحن. حيث قال الرحباني في التسجيلات أن أصل اللحن حلبي، بينما توجد تسجيلات قديمة لنفس اللحن لأغنية هندية في وقت الخمسينيات. وبسبب كون اللحن على مقام نهاوند فيصبح من السهل تطوير وإعادة استعمال اللحن في أغان مختلفة بطابع مختلف قليلا، وهو ما أدّى إلى انتشار نسخ من الأغنية في إيران وتركيا.